# Paectes haematosema
Paectes haematosema är en fjärilsart som beskrevs av William Schaus 1911. Paectes haematosema ingår i släktet Paectes och familjen nattflyn. Inga underarter finns listade i Catalogue of Life.